# Gachi Max
Gachi Max (ガチバンMAX?, Gachiban Makusu) è un film del 2010, diretto da Motoki Takashi, narra delle vicende delinquenziali giovanili.

## Trama
Abbandonando la scuola superiore, Kuronaga Hayato (Kubota Masataka) sente che il suo Senpai Yoshio (Suzunosuke) ha preso il controllo di Shibuya, la terra sacra degli Yankee, così si reca verso il centro della città per diventare suo allievo.
Tuttavia, Yoshio, che incontra dopo lungo tempo, è diventato un debole che lavora duramente part-time distribuendo pacchetti di fazzoletti ai passanti.